# José, irmão de Tiago
No Novo Testamento, José é um "irmão" (adelfòs) de Jesus (Marcos 6:3; Marcos 15:40; Mateus 13:55-57; Mateus 27:56).
Dado o significado polissêmico do termo grego e a pobreza das dicas no novo testamento, é impossível afirmar o seu verdadeiro relacionamento com Jesus e foram sugeridas várias alternativas: o irmão, meio-irmão, primo (ver a interpretação histórica sobre os irmãos de Jesus).

## Árvores genealógicas
Além das genealogias de Jesus presentes nos evangelhos de Lucas e Mateus, tem havido diversas tentativas de montar um retrato detalhado da família de Jesus:
- Versão I (baseada em James Tabor)

```
                          Matthat bar Levi
                                  |
        Eleazar                   |
        |                     Heli/
Eliaquim

        |                           |
        Matã                ________|____________
        |                   |                   |
        |                   |                   |
    Maria+ Deus         = José (1st) =   Cleofas (2nd)
          |                                     |
          |              _______________________|___________
          Jesus          |      |     |      |      |     |
          5 a.C.- 28     |      |     |      |      |     |
                       Tiago  Joses Judas  Simão  Maria  Salomé
                          m.62 d.C.     |   m. 101 d.C.
                                  ____|____
                                 |         |
                                 |         |
                             Zacarias   Tiago
                           vivos no reinado de 
Domiciano
```

- Versão II (editada)[1]

```
      __________________________________________
      |                                        |
      |                                        |
 Maria=José                                 Cleofas=Maria
     |                                                |
     |______________________________________          |
     |    |     |     |     |      |      |           Simeão
     |    |     |     |     |      |      |           d. 106
    Jesus Tiago Joses Simão irmã  irmã  Judas
          d.62                             |
            |                            Menahem
          Judas                           ____|____
            |                            |        |
         Elzasus                       Tiago     Zoker
            |                                 ?
          Nascien                             |
                                             bispo de Judah Kyriakos
                                         fl.c.148-149.
```

## Itens relacionados
- Irmãos de Jesus
- Tiago, o Justo
- Simão, irmão de Jesus
- Judas, irmão de Jesus